# دانيال أولمان
دانيال أولمان (بالإنجليزية: Daniel Ullman)‏ هو محامي وضابط أمريكي، ولد في 28 أبريل 1810 في ويلمنغتون في الولايات المتحدة، وتوفي في 20 سبتمبر 1892 في ناياك في الولايات المتحدة.